# Mirko Kovač (koszykarz)
Mirko Kovač (cyr. Мирко Ковач; ur. 1 marca 1983 w Belgradzie) – serbski koszykarz. W sezonie 2009/2010 występował w AZS Koszalin na pozycji niskiego skrzydłowego.

## Przebieg kariery
- 1998–2001 Partizan Belgrad
- 2001–2003 OKK Belgrad
- 2003–2005 Partizan Belgrad
- 2005–2006 OKK Beograd
- 2006–2009 Crvena Zvezda Belgrad
- 2009–2010 AZS Koszalin
- od 2010: Cytavision Apoel Nicosia

## Sukcesy
- Puchar Polski (2010)

## Statystyki podczas występów w PLK
| Sezon     | Drużyna      | M  | S5 | MPG  | FG% | 3P% | FT% | RPG | APG | SPG | BPG | PPG |
| --------- | ------------ | -- | -- | ---- | --- | --- | --- | --- | --- | --- | --- | --- |
| 2009/2010 | AZS Koszalin | 15 | 3  | 17,5 | 54% | 42% | 73% | 1,8 | 1,0 | 0,9 | 0,0 | 8,1 |